# Ghrubela
Ghrubela (ros. Bagata) – wieś w Osetii Południowej, w regionie Cchinwali. W 2015 roku liczyła 4 mieszkańców.